# Aleksandr Sergejevitj Mensjikov
För hjulångaren från 1836, se S/S Furst Menschikoff
Aleksandr Sergejevitj Mensjikov (ryska: Князь Алекса́ндр Серге́евич Ме́ншиков), född 26 augusti (15 augusti enl. g.s.) 1787, död 2 maj 1869 i Sankt Petersburg, var en rysk furste, general och amiral, samt generalguvernör över Finland.

## Biografi
Mensjikov blev attaché i Berlin 1805 och avlade ett besök i svenska Pommern för att utforska dess försvarsanstalter. Han deltog i fälttågen 1812–1815 som adjutant hos kejsar Alexander I och blev 1816 generalmajor. Han var illa sedd för sina filhelleniska tankar. Mensjikov tog avsked 1823, men trädde åter i tjänst efter kejsar Nikolaj I:s tillträde till regeringen (1825). Han sändes 1826 i en särskild beskickning till Persien, där han efter andra rysk-persiska krigets utbrott en tid satt arresterad. Han bevistade början av det persiska fälttåget och deltog därefter i kriget mot Osmanska riket 1828–1829. Han erövrade Anapa och var med i anfallet mot Varna, men sårades svårt vid sistnämnda tillfälle.
Mensjikov tillträdde sedan som viceamiral och chef för flottans generalstab ledningen för den ryska flottan och utvecklade i denna befattning stor verksamhet, varefter han 1 december 1831 blev generalguvernör i Finland. År 1833 utnämndes han till amiral och förordnades 1836 till marinminister, med bibehållande av generalguvernörsämbetet och övriga sysslor.
Trots att han var strängt konservativ styrde han Finland utan övergrepp i någorlunda konstitutionell anda. I februari 1853 sändes han till Konstantinopel, men bidrog genom det övermodiga sätt, på vilket han där uppträdde, till Krimkrigets utbrott. Han organiserade då flottan i Svarta havet och fick tillika överbefälet på Krim, där han dock inte hade någon större lycka. På grund av sjuklighet måste han lämna Sevastopol i februari 1855 och han entledigades samma år; likaså från det finska generalguvernörsämbetet och övriga befattningar.
Därefter och till 18 april 1856 var han krigsgeneralguvernör i Kronstadt. Furst Mensjikov upptogs jämte barn och efterkommande, enligt kejserligt beslut av den 1 juli 1833 som finsk undersåte samt erhöll rätt att som riksfurste inneha första rummet i Finlands ridderskap och adel. År 1842 erhöll han Anjala sätesgård som fideikommission (den hade dock inköpts med finska statsmedel).

## Utmärkelser
- Sankt Vladimirs orden, fjärde klassen,  1810
- Sankt Vladimirs orden, tredje klass,  13 oktober 1813
- Sankt Annas orden, andra klass,  1814
- Guldsabel "för tapperhet",  2 april 1814
- Georgsorden, tredje klass,  15 juni 1814
- Sankt Annas orden, första klass,  1827
- Riddare av Sankt Alexander Nevskij-orden,  1829
- Andreasorden,  1839
- Svarta örns orden
- Kungliga Serafimerorden
- Sankt Vladimirs orden, första klassen
- Kungliga Svärdsorden
- Elefantorden

[Redigera Wikidata]